# San Francisco Golden Gate Gales 1967
Questa pagina raccoglie i dati riguardanti il San Francisco Golden Gate Gales nelle competizioni ufficiali della stagione 1967.

## Stagione
La squadra disputò l'unica edizione del campionato dell'United Soccer Association, lega che poteva fregiarsi del titolo di campionato di Prima Divisione su riconoscimento della FIFA, nel 1967: quell'edizione della Lega fu disputata utilizzando squadre europee e sudamericane in rappresentanza di quelle della USA, che non avevano avuto tempo di riorganizzarsi dopo la scissione che aveva dato vita al campionato concorrente della National Professional Soccer League; la squadra di San Francisco fu rappresentata dai nederlandesi dell'ADO Den Haag. I Golden Gate Gales non superarono le qualificazioni per i play-off, chiudendo la stagione al secondo posto della Western Division.

## Organigramma societario
Area direttiva
- Presidente: George Fleharty

Area tecnica
- Allenatore: Ernst Happel

## Rosa
| N. |                        | Ruolo | Calciatore         |
| -- | ---------------------- | ----- | ------------------ |
| 1  | Paesi Bassi (bandiera) | P     | Henny Ardesch      |
| 1  | Paesi Bassi (bandiera) | P     | Ton Thie           |
| 2  | Paesi Bassi (bandiera) | D     | Theo van den Burch |
| 3  | Paesi Bassi (bandiera) | D     | Jan Villerius      |
| 4  | Paesi Bassi (bandiera) | D     | Harry Vos          |
| 5  | Paesi Bassi (bandiera) | C     | Joop Jochems       |
| 6  | Paesi Bassi (bandiera) | D     | Aad Mansveld       |
| 7  | Paesi Bassi (bandiera) | A     | Harry Heijnen      |

| N.    |                        | Ruolo | Calciatore        |
| ----- | ---------------------- | ----- | ----------------- |
| 8     | Paesi Bassi (bandiera) | C     | Henk Houwaart     |
| 9     | Paesi Bassi (bandiera) | A     | Lambert Maassen   |
| 10    | Paesi Bassi (bandiera) | C     | Piet de Zoete     |
| 11/15 | Paesi Bassi (bandiera) | A     | Lex Schoenmaker   |
| 11    | Paesi Bassi (bandiera) | A     | Kees Aarts        |
| 12    | Paesi Bassi (bandiera) | A     | René Pas          |
| 13    | Paesi Bassi (bandiera) | D     | Freek van der Lee |
| 14    | Paesi Bassi (bandiera) | C     | Dick Advocaat     |